# 小行星12845
小行星12845（12845 Crick）是一颗绕太阳运转的小行星，为主小行星带小行星。该小行星于1997年5月3日发现。

## 轨道参数
小行星12845的轨道半长轴为2.7953844 UA，离心率为0.020。